# Kancho (handeling)

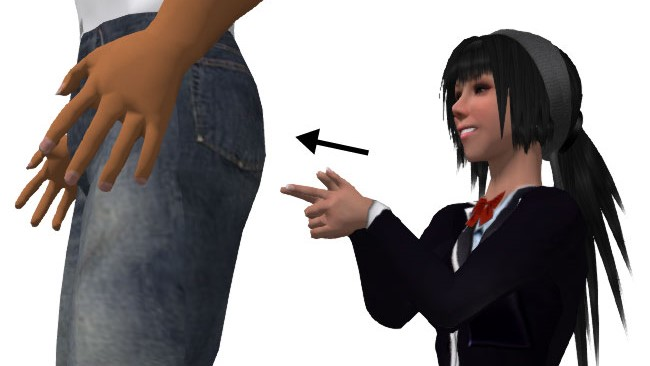
Een avatar uit Second Life wordt gekancho'd

Kancho (カンチョー, kanchō) is een handeling die door Japanse schoolkinderen wordt uitgevoerd. Het is een handeling die eruit bestaat  de handen samen te vouwen op een dergelijke manier dat de wijsvingers uitsteken, en daarmee vervolgens het argeloze slachtoffer in de anale zone te penetreren.

## Etymologie
Het woord is een verplatting van het Japanse woord voor klysma (浣腸, kanchō).  Zoals dit wel vaker met straattaal gebeurt, wordt het woord in katakana geschreven als het in de platte zin wordt gebruikt, en in kanji als men het over klysma's in de medische zin des woords heeft.
Kanchō is een wijdverbreide bezigheid in Japan. Er zijn kindertekenfilms die deze daad verheerlijken, zoals de anime Naruto. Er is zelfs een televisieprogramma waar een bekende Japanner willekeurige voorbijgangers op straat kanchōt.
In Zuid-Korea is deze activiteit bekend onder de naam ttong chim (똥침 in hangul) (ook getranslitereerd als dong chim), en in de Filipijnen als bembong, bombet of pidyok, van het Filipijnse woord tumbong dat stuit betekent.
In een aantal landen is het uitvoeren van kancho verboden en wordt beschouwd als seksueel misbruik, alhoewel het als het door kinderen wordt uitgevoerd wat milder wordt bekeken. In Zuid-Korea zijn er volwassenen voor het praktiseren van deze activiteit bestraft, maar in Japan wordt het meer gezien als een onschuldige grap dan als een criminele activiteit.